# Ben Schubert
Bernhard Ernst (Ben) Schubert (1951) is een Nederlands voormalig voetballer die uitkwam voor PEC Zwolle, FC Utrecht en DS '79. In 1980 moest hij noodgedwongen stoppen met voetballen door aanhoudende knieblessures. Hij speelde als verdediger. Na zijn voetbalcarrière startte hij een glazenwassersbedrijf in Huizen en omgeving.

## Carrièrestatistieken
| Seizoen         | Club            | Land            | Competitie      | Competitie | Competitie | Beker | Beker | Internationaal | Internationaal | Overig | Overig | Totaal | Totaal |
| Seizoen         | Club            | Land            | Competitie      | Wed.       | Dlp.       | Wed.  | Dlp.  | Wed.           | Dlp.           | Wed.   | Dlp.   | Wed.   | Dlp.   |
| --------------- | --------------- | --------------- | --------------- | ---------- | ---------- | ----- | ----- | -------------- | -------------- | ------ | ------ | ------ | ------ |
| 1971/72         | PEC Zwolle      | Nederland       | Eerste divisie  | –          | 0          | 1     | 0     | 0              | 0              | 0      | 0      | –      | 0      |
| 1972/73         | PEC Zwolle      | Nederland       | Eerste divisie  | –          | 2          | 3     | 0     | 0              | 0              | 6      | 1      | –      | 3      |
| 1973/74         | PEC Zwolle      | Nederland       | Eerste divisie  | –          | 0          | 2     | 0     | 0              | 0              | 0      | 0      | –      | 0      |
| 1974/75         | PEC Zwolle      | Nederland       | Eerste divisie  | –          | 1          | –     | 0     | 0              | 0              | 0      | 0      | –      | 1      |
| 1975/76         | PEC Zwolle      | Nederland       | Eerste divisie  | –          | 1          | 5     | 0     | 0              | 0              | 0      | 0      | –      | 1      |
| 1976/77         | FC Utrecht      | Nederland       | Eredivisie      | –          | –          | –     | –     | 0              | 0              | 0      | 0      | –      | –      |
| 1977/78         | FC Utrecht      | Nederland       | Eredivisie      | –          | –          | –     | –     | 0              | 0              | 0      | 0      | –      | –      |
| 1978/79         | FC Utrecht      | Nederland       | Eredivisie      | –          | –          | –     | –     | 0              | 0              | 0      | 0      | –      | –      |
| 1979/80         | FC Utrecht      | Nederland       | Eredivisie      | 0          | 0          | 0     | 0     | 0              | 0              | 0      | 0      | 0      | 0      |
| 1979/80         | → DS '79        | Nederland       | Eerste divisie  | –          | –          | –     | –     | 0              | 0              | 0      | 0      | –      | –      |
| Carrière totaal | Carrière totaal | Carrière totaal | Carrière totaal | –          | –          | –     | –     | 0              | 0              | 0      | 0      | –      | –      |